# Semiothisa triangulata
Semiothisa triangulata är en fjärilsart som beskrevs av George Francis Hampson 1891. Semiothisa triangulata ingår i släktet Semiothisa och familjen mätare. Inga underarter finns listade i Catalogue of Life.